# Edith Türckheim
Edith Türckheim (* 3. August 1909 in Berlin; † 16. Januar 1980 in Berlin) war eine deutsche Ausdruckstänzerin, Choreografin und Tanzlehrerin. Ihr bedeutendstes Werk ist der Zyklus Die Nächtlichen, für das sie eigens von Siegfried Borris die Musik schreiben ließ. Sie galt als die fast einzige Bewahrerin des Ausdruckstanzes in Reinkultur.

## Leben
Edith Türckheim wurde im Berliner Stadtteil Moabit geboren, wo sie auch ihre Kindheit verbrachte. Danach wohnte sie in der Motzstraße in Wilmersdorf und von Kriegsende bis zu ihrem Tod im Januar 1980 am Hohenzollerndamm, ebenfalls in Wilmersdorf.
Als Arzttochter war ihr ein Medizinstudium zugedacht. Da die Musik im Elternhaus einen hohen Stellenwert genoss, mangelte es ihr nicht an musischer Inspiration, was zur Entdeckung der Lust am Bewegen führte, die sie daraufhin feurig im Sport auslebte. Erst ein Schulbesuch bei einer Mary-Wigman-Vorführung offenbarte ihr die perfekte Verbindung von Musik, Sport und Bewegung. Ihren Eltern missfiel die Begeisterung fürs Tanzen. Heimlich besuchte sie die von der späteren Opernregisseurin Margarete Wallmann geleitete erste Wigman-Schule in Berlin. Mary Wigman selbst reiste jede Woche aus Dresden an, um dort Unterricht zu geben. So wurde Türckheim auf den Ausdruckstanz geprägt.
Unter dem Doppelleben litten die schulischen Leistungen, mitunter schwänzte sie den Unterricht, um ihre Tanzstunden nicht zu verpassen. Letztendlich erreichte sie den nächsten Abschluss, ging dann aber von der Schule ab. Noch immer zwangen ihre Eltern sie, einen bodenständigen Beruf zu erlernen. Aber sie war ebenso unbeugsam, weshalb sie neben ihrer Arbeit als Bibliothekarin in der Stadtbibliothek weiter heimlich die Wigman-Schule besuchte, wo sie nun den „vertieften Laienkurs“ belegte. Wallmann bemühte sich um eine Lösung, indem sie bei den Eltern um ihr Einverständnis zu einer professionellen Tanzausbildung warb. Immerhin erklärten die sich bereit, einen Kunstverlag führenden, daher sachverständigen, Onkel, einer Tanzstunde zwecks Leistungs-Begutachtung beiwohnen zu lassen. Das Gesehene überzeugte den Onkel und somit die Eltern. Zwei Jahre Berufsausbildung zur Tänzerin schlossen sich an. In dieser Zeit wirkte sie bei den Salzburger Festspielen, ferner beim Münchener Theaterkongress mit. Weitere Sporen erwarb sie sich als Leiterin von Kinder- und Laienkursen.
Im Anschluss an ihre erste Anstellung, ein zweijähriges Tänzerinnen-Engagement in Magdeburg, wurde sie 1934 Ensemblemitglied an der Staatsoper Berlin, wo Lizzie Maudrik sie im Ballett fortbildete, und stieg bis zur ersten Solo-Tänzerin auf. 1936 begann sie eigene Tanzstücke zu inszenieren, ihre Feuertaufe bestand sie in der Wigman-Stadt Dresden. Bald ging sie mit ihrem Programm auf Tournee.
Ihre Haltung während der NS-Diktatur ist undurchsichtig. Einerseits trat sie noch 1942/43 hier und da mit Tanzdarbietungen bei von Wehrmachtkommandanturen oder der Reichstheaterkammer organisierten Bevölkerungs-Zerstreuungen auf, schuf einen Tanz namens Kampflied und plädierte für eine vermehrte seelisch-körperliche Erziehung in den Schulen, andererseits wurde sie in der zweiten Jahreshälfte 1943 zur „Halbjüdin“ erklärt und musste die Staatsoper verlassen. Zumindest bis zum Dezember 1943 trat sie mit ihren Einstudierungen bei Tanzmatineen und Solo-Gastspielen in verschiedenen Städten auf. Sofern es sich nicht um eine selbstgeschaffene Legende handelt, hat Türckheim die letzten Kriegsmonate Unterschlupf bei ihrer Cousine Maria Merz, die ebenfalls Ausdruckstänzerin geworden war, gesucht, um der Ergreifung durch die Nazis zu entgehen (oder einfach weil ihre nacheinander bezogenen Berliner Wohnungen ausgebombt worden waren).
Nach dem Krieg gelang es ihr nicht, wieder bei der Staatsoper aufgenommen zu werden, sodass sie zusammen mit Maria Merz ein Tanzausbildungs-Studio im vornehmen Berliner Viertel Grunewald in der Hubertusbader Straße beziehungsweise der Hubertusallee eröffnete. War sie im ersten Jahrzehnt rein auf die Ausbildung von Schauspielern, hier allerdings breit bis hin zur Pantomime und bald auch zum Stepptanz, ausgerichtet, wurde das Angebot als Reaktion auf mangelnde Wertschätzung der Tanzkunst in Deutschland und folglich nachlassender Profi-Nachfrage auf Kinder- und Laienkurse erweitert. Nebenher veranstaltete sie ab 1947 weiterhin Tanzmatineen, wurde für Einsätze in Theateraufführungen engagiert, war choreografische Mitarbeiterin bei einer tanzgeschichtlichen Buchveröffentlichung, erarbeitete Lehrsendungen fürs Fernsehen, gab tänzerische Demonstrationen für Schulen bei den „Musischen Wochen“ und assistierte ihrer inzwischen für das Drumherum wie beispielsweise die Kostüme zuständigen Partnerin Maria Merz bei der Herstellung von Tanzfilmen, die manchmal als Ausklang einer Veranstaltung zum Einsatz kamen. Um in die so genannte „Wigman-Technik“ einzuführen, war sie im Ausland gerngesehene Gast-Dozentin oder Tanzgruppen-Anleiterin.

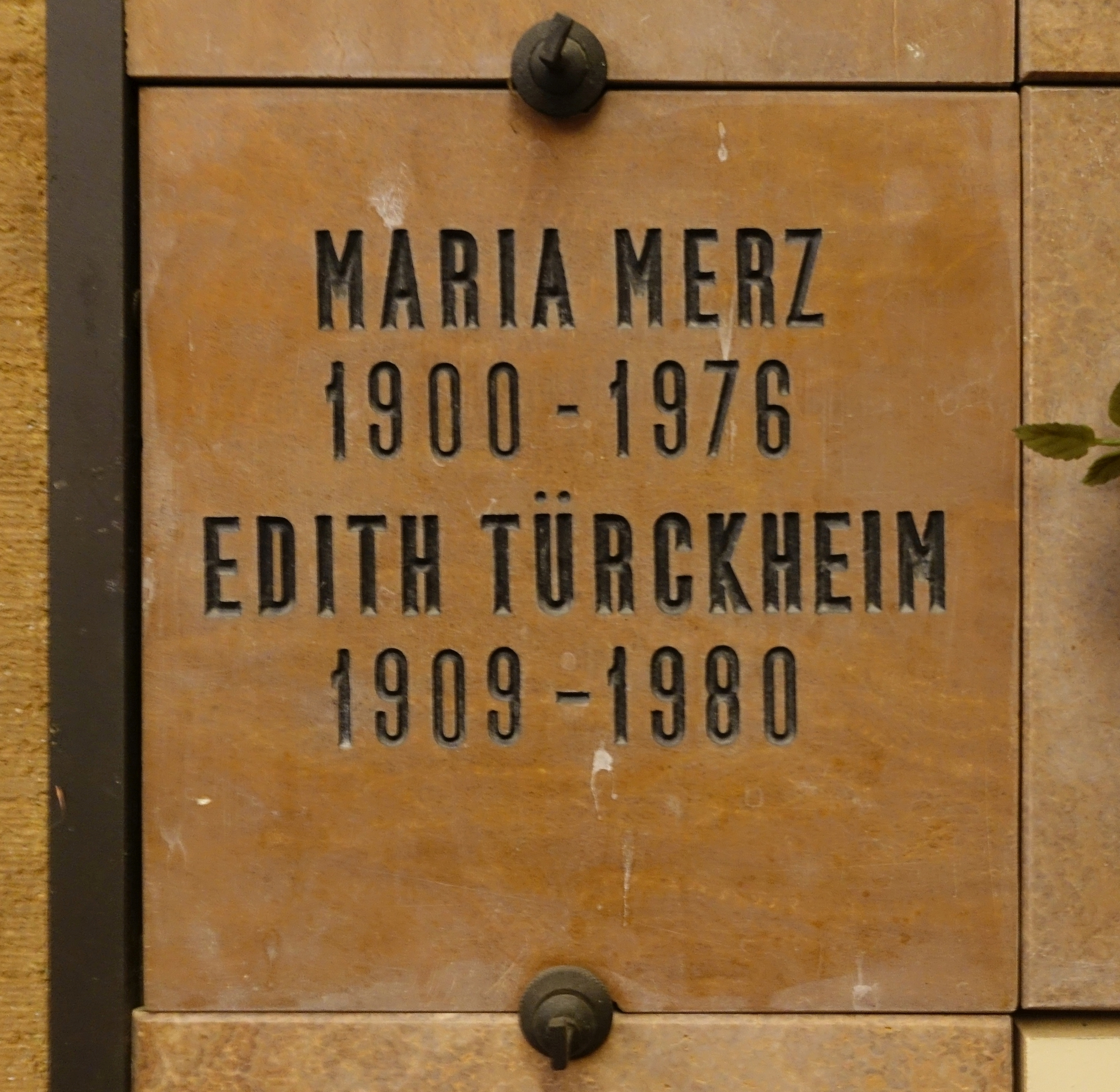
Grabstelle von Maria Merz und Edith Türckheim im Kolumbarium des Friedhofs Wilmersdorf

Aus ihrer von Siegfried Borris vertonten, 1949 entstandenen, Tanzsuite Die Nächtlichen, deren Thema zwielichtige oder ausgestoßene (meist) Frauengestalten sind – Die Boshafte, Die Närrin, Die Dirne, Die Besessene seien exemplarisch genannt – baute sie auch später oft einzelne Szenen in ihr Programm ein. Die „moderne Phantasmagorie“ mit Tendenz zum „atonalen Tanz“, die „ohne Vorbilder, ohne Vergleich“ ist, darf als ihr Opus magnum gelten.
Ansonsten reichte ihr Darstellungs-Spektrum von Tragödienstoffen bis zu Wilhelm-Busch-Figuren und ihre Musikauswahl durchzog verschiedene Epochen, mit Schwerpunkt auf den zeitgenössischen Komponisten wie Orff, Bartók und Strawinski.
Trotz schwerer Krankheit trat Türckheim noch im Dezember 1979 auf. Unterstützt wurde sie dabei von ihrer Meisterschülerin Nicolaine Weisz, weil Merz 1976 verstorben war. Sie selbst erlag ihrem Leiden am 16. Januar 1980.

## Rezensionen (Auszüge)
Fritz Böhme (1943):

„[…] Edith Türckheim […] schafft ihre Tänze in einer nicht lauten, aber klaren und schönen Gebärdensprache. Rhythmische Gebundenheit und harmonische Einheit betonen das Tänzerische gegenüber dem Pantomimischen. Die Komposition zeugt von feinem musikalischem Empfinden. Der Ausdruck ist lebendig, unsentimental, voll starker Impulse und in Kontrasten wandlungsfähig, die Charakterzeichnung deutlich und unübertrieben.“

Herbert Pfeiffer (1946):

„Edith Türckheim […] bewies […] erneut, welcher Kunstverstand ihr Können und ihr Stilgefühl kontrolliert und beherrscht: nie kommt ein Widerspruch zwischen Körperwelt und Sujet auf, nie duldet der Wille zum Niveau den Erfolg durch „Wirkungen“ sicherzustellen, und immer bewirkt die Haltung einer geschlossenen Persönlichkeit, daß Technik und Tanzinhalte zur Einheit werden.“

Walter Kaul (1954):

„Zwar wirkte der Auftakt „Leuchtende Klarheit“ nach Händelscher Musik in seiner fanfarenhaft programmatischen Akzentuierung eher aufgetrieben und outriert. Dieses seelische Thema zu tanzen ist wohl keinem heutigen Sterblichen gegeben – selbst nicht als Wunschvision. Aber bereits der zweite Tanz „In schwebendem Licht“ nach Erik Satie schwang frei von jeder gefühlvollen Belastung: es war eine lyrische Impression in absoluter Form.
Am stärksten banden die Themen, die zum symbolischen Ausdruck unserer gequälten und zerrissenen Zeit wurden, wie „Endloser Weg“ und „Tanz des Wahn“. Eine ebenso originelle wie phantasievolle Komposition: der hinreißende Masken- und Kostümtanz „Das verlorene Gesicht“. Mit Recht mußte der Schlußtanz „Zeichen in Rot“ wiederholt werden. Wie die Künstlerin hier nach Orffscher Musik die Kreise und Wirbel von der Gehaltenheit zu schwingender Gelöstheit entfesselte und wieder band, variierend und steigernd, das wurde zu einem Triumph des Ausdruckstanzes, der nachdrücklich bewies, daß er – ob Mode oder nicht – dem Ballett und der Pantomime ebenbürtig ist.“

Georg Zivier (1965):

„Mit der Kraft und Frische einer Zwanzigerin beherrscht sie noch immer virtuos und geschmeidig ihr Gliederspiel, fasziniert sie im Adagio wie im Allegro. Aber die heftigen wie auch die humorigen, ja, man kann sagen sarkastischen Tänze entrechen ihrem Naturell stärker als die feierlichen oder gar dem Psychologischen sich nähernden Nummern. Erstaunlich viel Verve zeigte sie im Step, und ihre ironischen Parodien sogenannter „Stimmungstänze“ waren gepfeffert und geistvoll zugleich.“